# Ed Harris
Edward Allen "Ed" Harris (Englewood, 28 de novembro de 1950) é um ator norte-americano, mais conhecido pelos filmes, The Right Stuff, O Segredo do Abismo, Apollo 13, Pollock e O Show de Truman - O Show da Vida. Conhecido também pelo telefime Game Change e a série da HBO, Westworld.

## Biografia
Seu pai era cantor. Durante os anos de escola foi atleta de destaque, o que lhe valeu uma bolsa para estudar na Universidade de Columbia, em Nova York. Alguns anos mais tarde, sua família se mudou para Oklahoma e Harris foi junto, tendo descoberto seu interesse pela interpretação depois de atuar em várias obras teatrais na universidade.
Uma vez em Oklahoma, Harris se inscreveu na faculdade de artes cênicas da universidade estadual. Começou a atuar ao mesmo tempo diante do público no teatro local, onde conseguiu um sucesso notável. Com isto, mudou-se para Los Angeles, onde continuou os estudos de interpretação no California Institute of the Arts.
O primeiro papel importante que Harris desempenhou no cinema foi em Borderline, com Charles Bronson, no qual Harris interpretou um assassino. Atuou em outros filmes até que em 1983 tornou-se uma estrela, devido à sua participação em The Right Stuff, o qual relata a história dos primeiros astronautas americanos de maneira humorística. Seu papel foi o de John Glenn. A partir de então, Harris foi encontrando a fama como ator interpretando todo tipo de personagens em diversos filmes.
Foi indicado ao Óscar quatro vezes, três como melhor ator coadjuvante, em Apollo 13, The Truman Show e The Hours; e uma vez como ator principal, em Pollock.
Recentemente demonstrou interesse pela direção. Estreou como diretor em 2000, com o filme Pollock, com o qual ganhou alguns prêmios.
Interpretou com boas críticas o oficial alemão do regimento de franco-atiradores, major König em Enemy at the Gates (2001), junto com Jude Law no papel de Vassili Zaitsev.
Harris está casado desde 1983 com Amy Madigan, de quem tem uma filha.

## Principais prêmios e indicações

#### Oscar
| Ano  | Categoria               | Filme           | Notas    |
| ---- | ----------------------- | --------------- | -------- |
| 1996 | Melhor Ator Coadjuvante | Apollo 13       | Indicado |
| 1999 | Melhor Ator Coadjuvante | The Truman Show | Indicado |
| 2001 | Melhor Ator             | Pollock         | Indicado |
| 2003 | Melhor Ator Coadjuvante | The Hours       | Indicado |

#### BAFTA
| Ano  | Categoria               | Filme           | Notas    |
| ---- | ----------------------- | --------------- | -------- |
| 1999 | Melhor Ator Coadjuvante | The Truman Show | Indicado |
| 2003 | Melhor Ator Coadjuvante | The Hours       | Indicado |

#### Globo de Ouro
| Ano  | Categoria                              | Filme           | Notas    |
| ---- | -------------------------------------- | --------------- | -------- |
| 1990 | Melhor Ator Coadjuvante em Cinema      | Jacknife        | Indicado |
| 1996 | Melhor Ator Coadjuvante em Cinema      | Apollo 13       | Indicado |
| 1999 | Melhor Ator Coadjuvante em Cinema      | The Truman Show | Venceu   |
| 2003 | Melhor Ator Coadjuvante em Cinema      | The Hours       | Indicado |
| 2006 | Melhor Ator em Minissérie ou Telefilme | Empire Falls    | Indicado |
| 2013 | Melhor Ator Coadjuvante em Televisão   | Game Change     | Venceu   |

#### Primetime Emmy Awards
| Ano  | Categoria                                          | Filme        | Notas    |
| ---- | -------------------------------------------------- | ------------ | -------- |
| 2005 | Melhor Ator em Minissérie ou Telefilme             | Empire Falls | Indicado |
| 2012 | Melhor Ator Coadjuvante em Minissérie ou Telefilme | Game Change  | Indicado |
| 2018 | Melhor Ator em Série Dramática                     | Westworld    | Indicado |

#### SAG Awards
| Ano  | Categoria                              | Filme                     | Notas    |
| ---- | -------------------------------------- | ------------------------- | -------- |
| 1996 | Melhor Elenco em Cinema                | Nixon                     | Indicado |
| 1996 | Melhor Elenco em Cinema                | Apollo 13                 | Venceu   |
| 1996 | Melhor Ator Coadjuvante                | Apollo 13                 | Venceu   |
| 1997 | Melhor Ator em Minissérie ou Telefilme | Riders of the Purple Sage | Indicado |
| 2002 | Melhor Elenco em Cinema                | A Beautiful Mind          | Indicado |
| 2003 | Melhor Elenco em Cinema                | The Hours                 | Indicado |
| 2003 | Melhor Ator Coadjuvante                | The Hours                 | Indicado |
| 2006 | Melhor Ator em Minissérie ou Telefilme | Empire Falls              | Indicado |
| 2013 | Melhor Ator em Minissérie ou Telefilme | Game Change               | Indicado |
| 2017 | Melhor Elenco em Série Dramática       | Westworld                 | Indicado |

#### Tony Awards
| Ano  | Categoria                     | Filme         | Notas    |
| ---- | ----------------------------- | ------------- | -------- |
| 1986 | Melhor Ator numa Peça Teatral | Precious Sons | Indicado |

## Outros prêmios
- 2006 - No San Francisco International Film Festival, Harris recebeu o prêmio Peter J. Owens,[2] que é entregue a um ator cujo trabalho demonstre brilho, independência e integridade. A Flash of Green[3] foi exibido no festival em sua homenagem.

## Filmes
- 1978 - Coma
- 1980 - Borderline
- 1981 - Knightriders
- 1981 - Dream On!
- 1982 - Creepshow
- 1983 - The Right Stuff
- 1983 - Code Name: Emerald
- 1983 - Under Fire
- 1984 - Swing Shirt
- 1984 - Places in the Heart
- 1984 - A Flash of Free
- 1985 - Alamo Baú
- 1985 - Sweet Dreams
- 1987 - Waller
- 1987 - The Last Innocent Man
- 1988 - To Kill a Priest
- 1989 - Jacknife
- 1989 - O Segredo do Abismo
- 1990 - State of Grace
- 1991 - Paris Trout
- 1992 - Glengarry Glen Ross
- 1993 - The Firm
- 1993 - Needful Things
- 1994 - Milk Money
- 1994 - China Moon
- 1994 - The Stand
- 1995 - Nixon
- 1995 - Apollo 13
- 1995 - Just Cause
- 1996 - The Rock
- 1996 - Eye for an Eye
- 1997 - Absolute Power
- 1998 - Stepmom
- 1998 - O Show de Truman - O Show da Vida
- 1999 - The Third Miracle
- 2000 - Pollock (também dirigiu)
- 2000 - The Prime Gig
- 2000 - Waking the Dead
- 2001 - A Beautiful Mind
- 2001 - Buffalo Soldiers
- 2001 - Enemy at the Gates
- 2002 - The Hours
- 2003 - Meu Nome é Rádio
- 2003 - The Human Stain
- 2003 - Masked and Anonymous
- 2005 - Empire Falls
- 2005 - Winter Passing
- 2005 - A History of Violence
- 2006 - Copying Beethoven
- 2007 - Gone, Baby, Gone
- 2007 - National Treasure: Book of Secrets
- 2007 - Cleaner
- 2008 - Touching Home
- 2008 - Appaloosa  (também dirigiu)
- 2009 - Once Fallen
- 2010 - The Way Back
- 2011 - That's What I Am
- 2011 - Salvation Boulevard
- 2012 - Man on a Ledge
- 2012 - Game Change
- 2012 - Virginia
- 2013 - Phantom
- 2013 - Pain & Gain
- 2013 - Snowpiercer
- 2014 - Planes: Fire & Rescue (voz)
- 2015 - Run All Night
- 2017 - Mother!
- 2017 - Geostorm

## Séries
- 2016 - Westworld
- 2025 - Wonder Man[4][5]